# Движение тысячников
Движение тысячников — возникшая в годы Великой Отечественной войны инициатива работников тыла, порождённая их стремлением помочь фронту, сделав всё возможное для разгрома врага, и направленная на увеличение выработки продукции (до 1000 % плана) меньшим числом работников. Участниками движения были многостаночники, совместители профессий, комсомольские, молодёжные и фронтовые бригады.
Зачинателем движения тысячников стал Дмитрий Босый — фрезеровщик Уралвагонзавода. Он изобрёл приспособление, которое позволило применять набор фрез для одновременной обработки нескольких деталей на одном станке. В феврале 1942 года Босый выполнил сменное задание на 1480 %. Его трудовой почин распространился на многие отрасли промышленности и строительства в СССР.